# Jessica Pimentel
Jessica Pimentel (Brooklyn) é uma atriz estadunidense-dominicana, reconhecida por interpretar Maria Ruiz em Orange Is the New Black.

## Filmografia

### Cinema
- The Grief of Others (2015) - Mrs. Nuñez
- Fugly! (2014) - Caroline
- Death Pact (2014) - Vivian
- Go for Sisters (2013) - La Mojada
- How to Score Your Life (2012) - Ex-namorada
- Pride and Glory (2008) - Angelique Dominguez
- Off Jackson Avenue (2008) - Olivia
- Illegal Tender (2007) - Millie
- The Last Days of Disco (1998)

### Televisão
- Person of Interest (2014) - Floyd
- Casting Calls (2014) - Mary
- Orange Is the New Black (2013) - Maria Ruiz
- Law & Order: Criminal Intent (2010) - Gabriella Belteno
- Mercy (2010) - Clark
- Law & Order: Special Victims Unit (2005) - Joanne Suarez / Selma Garcia
- Law & Order (2003) - Tina / Hooker
- Third Watch (2002) - Josie
- 12 Angry Viewers (1997) - Juror
- All My Children (1995) - Pine Valley